# Cataulacus
Cataulacus  (лат.) — род древесных муравьёв трибы Crematogastrini (ранее в Cataulacini) из подсемейства Myrmicinae (Formicidae).

## Распространение
Тропики Старого Света.

## Описание
Древесные муравьи, как правило, чёрного цвета, мономорфные с плотными покровами, длиной от 3 до 11 мм. Занимают ходы внутри древесины, созданные ксилофагами. Усики рабочих состоят из 11 члеников и имеют булаву из трёх вершинных сегментов. Нижнечелюстные и нижнегубные щупики состоят из 5 и 3 члеников соответственно. Голова и грудь с многочисленными морщинками. Первый тергит брюшка сильно увеличенный. Стебелёк между грудкой и брюшком состоит из двух члеников: петиолюса и постпетиолюса (последний четко отделен от брюшка), жало развито, куколки голые (без кокона).

## Классификация
Около 70 видов, включая около 3 ископаемых. Ранее выделяли в отдельную трибу Cataulacini. Близки к трибе Cephalotini, с которой ранее (Smith, 1876) объединялись в сборную группу Cryptoceridae вместе с родом Meranoplus. С 2015 года включены в состав трибы Crematogastrini.

### Синонимы
- Otomyrmex Forel, 1891 (описан как подрод в составе Cataulacus)

### Виды
- Cataulacus adpressus Bolton, 1974
- †Cataulacus anthracinus Heer, 1850 — ископаемый вид
- Cataulacus bequaerti Forel, 1913
- Cataulacus boltoni Snelling, 1979
- Cataulacus brevisetosus Forel, 1901
- Cataulacus catuvolcus Bolton, 1974
- Cataulacus centrurus Bolton, 1982
- Cataulacus cestus Bolton, 1982
- Cataulacus chapmani Bolton, 1974
- Cataulacus difficilis Santschi, 1916
- Cataulacus ebrardi Forel, 1886
- Cataulacus egenus Santschi, 1911
- Cataulacus elongatus Santschi, 1924
- Cataulacus erinaceus Stitz, 1910
- Cataulacus flagitiosus Smith, F., 1862
- Cataulacus fricatidorsus Santschi, 1914
- Cataulacus granulatus Latreille, 1802
- Cataulacus greggi Bolton, 1974
- Cataulacus guineensis Smith, F., 1853
- Cataulacus hispidulus Smith, F., 1865
- Cataulacus horridus Smith, F., 1857
- Cataulacus huberi Andre, 1890
- Cataulacus impressus Bolton, 1974
- Cataulacus inermis Santschi, 1924
- Cataulacus intrudens Smith, F., 1876
- Cataulacus jacksoni Bolton, 1982
- Cataulacus jeanneli Santschi, 1914
- Cataulacus kenyensis Santschi, 1935
- Cataulacus kohli Mayr, 1895
- Cataulacus latissimus Emery, 1893
- Cataulacus latus Forel, 1891
- Cataulacus lobatus
- Cataulacus lujae
- Cataulacus marginatus Bolton, 1974
- Cataulacus mckeyi
- Cataulacus micans
- Cataulacus mocquerysi
- Cataulacus moloch Bolton, 1982
- Cataulacus muticus Emery, 1889
- Cataulacus nenassus Bolton, 1974
- Cataulacus oberthueri
- Cataulacus pilosus
- †Cataulacus planiceps Emery, 1891
- †Cataulacus plebeius De Andrade & Baroni Urbani, 2004
- Cataulacus pompom Snelling, 1979
- Cataulacus porcatus
- Cataulacus praetextus Smith, 1867
- Cataulacus pullus
- Cataulacus pygmaeus
- Cataulacus regularis
- Cataulacus resinosus Viehmeyer, 1913
- Cataulacus reticulatus Smith, 1857
- Cataulacus satrap Bolton, 1982
- Cataulacus setosus Smith, 1860
- †Cataulacus silvestrii Emery, 1891
- Cataulacus simoni Emery, 1893
- Cataulacus striativentris Santschi, 1924
- Cataulacus taprobanae Smith, F. 1853 typus
- Cataulacus tardus
- Cataulacus taylori Bolton, 1982
- Cataulacus tenuis Emery, 1899
- Cataulacus theobromicola Santschi, 1939
- Cataulacus traegaordhi Santschi, 1914
- Cataulacus voeltzkowi Forel, 1907
- Cataulacus vorticus Bolton, 1974
- Cataulacus wasmanni Forel, 1897
- Cataulacus weissi Santschi, 1913
- Cataulacus wissmannii Forel, 1894
- Другие виды